# Pumpuang Duangjan
Pumpuang Duangjan (thajsky พุ่มพวง ดวงจันทร์) (4. srpna 1961 Hankha – 13. června 1992, Phitsanulok) byla thajská zpěvačka a herečka, která je považována za průkopnici žánru elektronický luk thung a jednu z největších hvězd thajské hudby.

## Diskografie
- Nak Rong Baan Nok (นักร้องบ้านนอก)
- Noo Mai Roo (หนูไม่เอา)
- Kho Hai Ruai (ขอให้รวย)
- Som Tam (ส้มตำ)
- Nad Phop Na Ampoer (นัดพบหน้าอำเภอ)
- Take Ka Tan Phook Bo (ตั๊กแตนผูกโบว์)
- Anitja Tinger (อนิจจาทิงเจอร์)
- Aai Saang Neon (อายแสงนีออน)